# Austrobaileyales
Austrobaileyales је један од филогенетски најстаријих редова скривеносеменица. Ред постоји у релативно малом броју класификационих схема, углавном скорашњих. Обухвата 3—4 фамилије: Austrobaileyaceae, Illiciaceae, Schisandraceae и Trimeniaceae. Фамилија Illiciaceae се понекад води као део фамилије Schisandraceae.